# Barbie (poupée)
Pour les articles homonymes, voir Barbie.
 (février 2021).
La mise en forme du texte ne suit pas les recommandations de Wikipédia : il faut le « wikifier ».
Les points d'amélioration suivants sont les cas les plus fréquents. Le détail des points à revoir est peut-être précisé sur la page de discussion.
- Les titres sont pré-formatés par le logiciel. Ils ne sont ni en capitales, ni en gras.
- Le texte ne doit pas être écrit en capitales (les noms de famille non plus), ni en gras, ni en italique, ni en « petit »…
- Le gras n'est utilisé que pour surligner le titre de l'article dans l'introduction, une seule fois.
- L'italique est rarement utilisé : mots en langue étrangère, titres d'œuvres, noms de bateaux, etc.
- Les citations ne sont pas en italique mais en corps de texte normal. Elles sont entourées par des guillemets français : « et ».
- Les listes à puces sont à éviter, des paragraphes rédigés étant largement préférés. Les tableaux sont à réserver à la présentation de données structurées (résultats, etc.).
- Les appels de note de bas de page (petits chiffres en exposant, introduits par l'outil «  Source ») sont à placer entre la fin de phrase et le point final[comme ça].
- Les liens internes (vers d'autres articles de Wikipédia) sont à choisir avec parcimonie. Créez des liens vers des articles approfondissant le sujet. Les termes génériques sans rapport avec le sujet sont à éviter, ainsi que les répétitions de liens vers un même terme.
- Les liens externes sont à placer uniquement dans une section « Liens externes », à la fin de l'article. Ces liens sont à choisir avec parcimonie suivant les règles définies. Si un lien sert de source à l'article, son insertion dans le texte est à faire par les notes de bas de page.
- La présentation des références doit suivre les conventions bibliographiques. Il est recommandé d'utiliser les modèles {{Ouvrage}}, {{Chapitre}}, {{Article}}, {{Lien web}} et/ou {{Bibliographie}}. Le mode d'édition visuel peut mettre en forme automatiquement les références.
- Insérer une infobox (cadre d'informations à droite) n'est pas obligatoire pour parachever la mise en page.

Pour une aide détaillée, merci de consulter Aide:Wikification.
Si vous pensez que ces points ont été résolus, vous pouvez retirer ce bandeau et améliorer la mise en forme d'un autre article.
Barbie est une poupée mannequin de 29 cm commercialisée depuis 1959 par Mattel, une société américaine de jouets et de jeux. Elle reprenait la forme adulte, les cheveux blonds et le principe de Bild Lilli, première poupée mannequin lancée en Allemagne un peu plus tôt.
Si la Barbie caractéristique est blonde aux cheveux longs et aux traits européens, sa couleur de cheveux varie en fait considérablement et son appartenance ethnique s'est diversifiée dès 1967 et plus systématiquement à partir de 1980, si bien qu'à ce jour il existe une Barbie pour à peu près tous les groupes ethniques du monde. Elle exerce de multiples métiers et professions tels que : docteur, enseignante, jockey, vétérinaire, hôtesse de l'air, etc.
En 1997, Mattel a vendu sa milliardième poupée Barbie. En 2009, et malgré une forte baisse des ventes due à la concurrence, la poupée a généré plus d'un milliard d’euros de chiffre d'affaires.
Fin 2015, un petit garçon apparait pour la 1re fois dans une des publicités de la marque, vantant les qualités de la Barbie habillée par l'entreprise de mode italienne Moschino. Cette publicité qui a créé l'événement au niveau mondial est alors acclamée par la critique, tandis que la Barbie Moschino, elle, se retrouve très vite en rupture de stock,,,,.
En 2016, face à l'accélération de la chute des ventes de Barbie, Mattel va beaucoup plus loin dans sa démarche de diversification, en lançant trois nouvelles silhouettes de Barbie aux côtés de la Barbie traditionnelle ; l'une de ces nouvelles silhouettes, baptisée en anglais « Curvy » (« arrondie »), propose une Barbie charnue, presque dodue, assez éloignée de la Barbie originelle.
Depuis mai 2018, une nouvelle série animée, Barbie Dreamhouse Adventures est diffusée sur Netflix,.
En 2019, pour fêter les 60 ans de la poupée Barbie, le constructeur Mattel sort une ligne de 20 poupées inspirées par 20 personnalités, dont une atteinte de handicap. Cette initiative est alors acclamée par la critique, ,,.
Warner Bros. et Mattel développent le film Barbie, qui sort le 21 juillet 2023 au cinéma,. Il comprend Margot Robbie en personnage principal,.

## Biographie fictive
Le nom complet de Barbie est Barbara Millicent Roberts. Dans une série de romans publiés par Random House dans les années 1960, les noms de ses parents sont George et Margaret Roberts, originaires de la ville fictive de Willows, dans le Wisconsin. Dans les romans de Random House, Barbie fréquente le lycée de Willows, tandis que dans les livres de Generation Girl, publiés par Golden Books en 1999, elle fréquente le lycée international fictif de Manhattan, à New York (basé sur la Stuyvesant High School, dans la réalité).
Elle a une relation amoureuse intermittente avec son petit ami de l'époque, Ken, de son nom complet Kenneth Sean Carson, qui est apparu pour la première fois en 1961. En février 2004, un communiqué de presse de Mattel annonce que Barbie et Ken ont décidé de se séparer. Mais en février 2006, ils espèrent finalement raviver leur relation après que Ken a été relooké. En 2011, Mattel lance une campagne pour que Ken regagne l'affection de Barbie. Le couple s'est officiellement réuni le jour de la Saint-Valentin 2011. À la sortie de Barbie : Dreamhouse Adventures en 2018, le couple est considéré comme de simples amis ou des voisins de palier.
Mattel a créé toute une série de compagnons et de parents pour Barbie. Elle a trois sœurs plus jeunes : Skipper, Stacie et Chelsea (appelée Kelly jusqu'en 2011). Ses sœurs ont joué un rôle dans de nombreux films de la série Barbie, à commencer par Barbie et ses sœurs dans Barbie et ses sœurs au club hippique en 2013. Les membres retraités de la famille de Barbie comprennent Todd (frère jumeau de Stacie), Krissy (petite sœur) et Francie (cousine). Les amis de Barbie sont l'hispanique Teresa, Midge, l'afro-américaine Christie et Steven (le petit ami de Christie). Barbie s'est également liée d'amitié avec Blaine, un surfeur australien, lors de sa séparation avec Ken en 2004.
Barbie a eu plus de 40 animaux de compagnie, dont des chats et des chiens, des chevaux, un panda, un lionceau et un zèbre. Elle a possédé un large éventail de véhicules, dont la Volkswagen New Beetle rose et la Chevrolet Corvette décapotables, des remorques et des Jeeps. Elle est également titulaire d'une licence de pilote et pilote des avions de ligne en plus d'être hôtesse de l'air. Les carrières de Barbie sont conçues pour montrer que les femmes peuvent assumer divers rôles dans la vie, et la poupée a été vendue avec un large éventail de titres, dont Miss Astronaute Barbie (1965), Docteur Barbie (1988) et Nascar Barbie (1998).

## Historique
Mattel est une société américaine de jouets et jeux fondée en 1945 par Harold Matson et Elliot Handler, d'où le nom de l'entreprise : Mat + Ell = Mattel. C'est la femme d'Elliot Handler, Ruth Handler, qui créa Barbie (diminutif du prénom de leur fille Barbara) en 1959 en reprenant les caractéristiques de Bild Lilli, une poupée allemande avec un corps d'adulte, des cheveux blonds et une garde-robe contemporaine, prototype de la poupée mannequin.
La première poupée Barbie a été présentée à l'American International Toy Fair de New York le 9 mars 1959 par sa créatrice Ruth Handler. Le succès presque immédiat de ce nouveau genre de poupée poussa son époux et un associé à créer la société Mattel Creations. La poupée Barbie avec sa poitrine opulente, sa taille fine et ses longues jambes allaient, en effet, totalement à l'encontre du style rond et asexué des poupées de l'époque. En cela, elle fut la seconde poupée au corps adulte après la Bild Lilli.
En effet, en 1951, le dessinateur Reinhard Beuthin crée pour une bande dessinée dans le magazine allemand Bild Zeitung une poupée, la Bild Lilli. Quatre ans plus tard, l'entreprise Hauser commercialise la poupée.
Lors d'un voyage en famille à Lucerne en Suisse en 1956, Barbara, la fille de Elliot et Ruth Handler, réclama à ses parents un jouet peu commun pour l'époque : une poupée mannequin du nom de Lilli. Ce jouet au regard taquin et à forte poitrine intrigua Ruth Handler, mais, ce n’est seulement qu’en observant sa fille jouer des heures durant avec la poupée Lilli que la directrice de Mattel décida de produire ce même jouet aux États-Unis. Avec ses amies, Barbara se désintéressait en effet des poupées représentant des enfants et voulait jouer avec une poupée de femme, afin de s'amuser à imaginer sa vie future.
Ainsi, la famille Handler ramena Lilli dans ses valises sur le continent américain et trois ans plus tard, Mattel lança son nouveau jouet : la poupée Barbie, qui, excepté quelques modifications au niveau du maquillage, était la parfaite réplique de la poupée allemande Lilli.
Le succès de Barbie se répand dans tous les États-Unis comme une trainée de poudre, et très vite, la nouvelle poupée de Mattel envahit les magasins de jouets européens. En 1963, Rolf Hausser, directeur de l'entreprise de jouets O&M Hausser et créateur de Lilli, découvre avec surprise sa poupée dans une vitrine de magasin de jouets à Nuremberg la copie parfaite de sa Lilli rebaptisée Barbie.
Rolf, décida dans un premier temps de poursuivre le géant Mattel en justice, mais raisonné par son frère et compte tenu du peu de ressources financières de la petite entreprise allemande, les poursuites furent abandonnées. En 1964, Rolf Hausser vendit les droits de la poupée Lilli à Mattel pour sauver l'entreprise familiale, qui fit faillite malgré tout quelques années plus tard.
Barbie est le diminutif de Barbara, le prénom de la fille de Ruth Handler. Ses mensurations, initialement hypertrophiées, sont ramenées à des proportions plus habituelles au fil des années.
Ses formes adultes, la mythologie créée autour de son personnage (racontée dans des petits romans publiés à partir des années 1960, tandis qu'un petit ami lui est ajouté) et l'importance de la publicité télévisée contribuèrent largement à son succès dès ses débuts, d'abord aux États-Unis, puis dans le monde.
Initialement associée à l'American way of life, en plein contexte de guerre froide, Barbie tend depuis à incarner une dimension davantage universelle, portée notamment par de nombreuses déclinaisons professionnelles (vétérinaire, paléontologue, informaticienne, policière, astronaute, présidente, etc.), écho à l'émancipation féminine dans le monde du travail dans la seconde moitié du XXe siècle. Par la diversité de ses versions et la place que les vacances occupent dans son univers, elle est aussi symptomatique de la démocratisation des loisirs. Elle n'en est pas moins la cible de critiques, liées aux stéréotypes et à une vision idéalisée des femmes qu'elle renverrait, tout comme son importance dans la société de consommation. Elle acquiert dans tous les cas un statut d'icône de la culture populaire, donnant lieu à de nombreux détournements et évocations artistiques (Andy Warhol en réalise par exemple un portrait en 1986).

### Modèles des années 1960

#### Barbie Ponytail

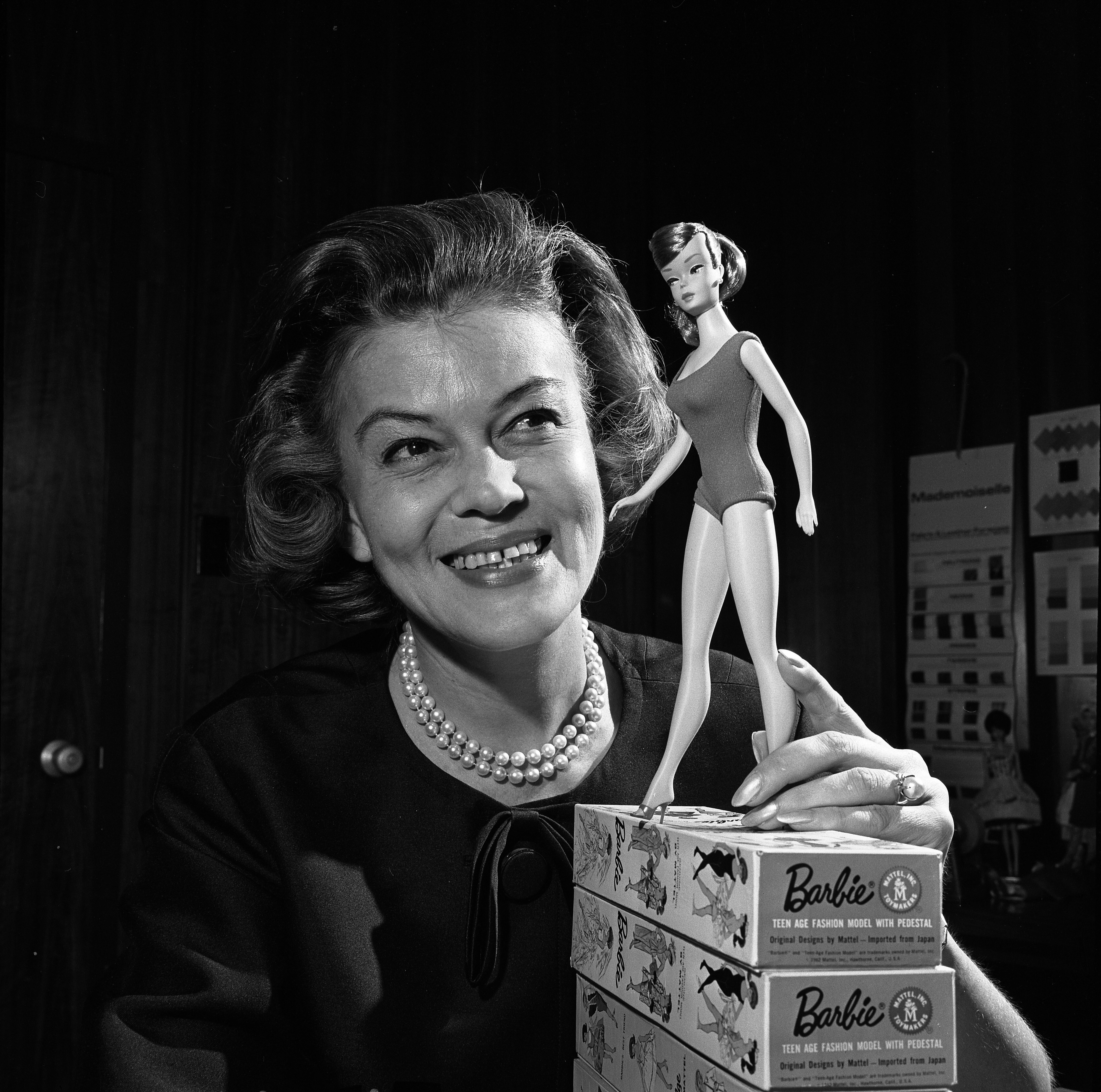
La sculptrice Charlotte Johnson avec un modèle de 1965.

Au départ, de 1959 à 1960, Barbie la poupée à l'échelle 1/6e, est vêtue seulement en noir et blanc : ses cheveux sont blond platine ou bruns, la prunelle de ses yeux est blanche et elle porte un maillot zébré, des lunettes de soleil blanches, des chaussures noires et des boucles d'oreilles. La raison en est que la publicité de Barbie mobilise un médium nouveau à l'époque : la télévision. Il faut qu'elle soit à son meilleur jour sur le petit écran qui ne diffuse pas encore en couleur. De plus, son regard est légèrement dirigé vers le bas et à droite. Comme la poupée penche alors gentiment la tête, cela donne le regard taquin et faussement soumis des femmes du temps. Elle dispose déjà d'une garde-robe vendue séparément et une étiquette Barbie est cousue sur chaque vêtement. Celle-ci choque l’Amérique des féministes et des ligues de vertu. En 1961, l'Allemande Bild Lilli arrête d'être vendue face au succès de Barbie. La même année, une version rousse de la poupée Barbie est commercialisée et à partir de 1962, elle porte un maillot de bain rouge. En 1963, une poupée Sindy concurrente est vendue en Grande-Bretagne ; sa commercialisation cessera en 1997. La même année, Barbie arrive dans les rayons de jouets en France. À partir de 1964, Barbie peut plier les genoux, ses yeux se ferment, elle a une petite sœur, Skipper.

#### Barbie Bubble Cut
Ce modèle est commercialisé de 1961 à 1967 et tire son nom de sa coupe de cheveux courte en forme de boule. Les maillots de bain sont identiques à ceux de la Ponytail et ses cheveux sont bruns, blonds ou roux.

#### Barbie Fashion Queen
Ce modèle, commercialisé de 1963 à 1967, a la particularité d'avoir les cheveux moulés pour pouvoir lui mettre les trois perruques vendues avec la poupée.

#### Barbie Swirl
Cette poupée, produite à partir de 1964, a des cheveux blonds, bruns ou roux, coiffés en queue de cheval avec une mèche au-dessus du front qui part sur le côté droit de la tête. Sa tenue d'origine est un maillot de bain noir ou rouge.

#### Barbie American Girl
La Barbie American Girl est une poupée très « vintage » habillée de couleurs « flashy » le regard toujours en biais, c'est la seconde Barbie à avoir les jambes pliables. Commercialisée en 1965, elle évolue encore jusqu'en 1966. Les premières American Girl sont blondes, brunes ou rousses, avec une coupe au carré et une frange. En 1966, Mattel sort le modèle American girl side part en rajoutant une raie sur le côté.

#### Color Magic Barbie
La Color Magic Barbie est une poupée emballée dans du plastique. Lorsqu’on sort la poupée, le corps de cette dernière est entièrement recouverte d’une matière grise. Il faut le tourner dans de l’eau chaude pour révéler les motifs du corps de la poupée. Une petite éponge est vendue avec ; il faut la mouiller d’eau froide et la frotter sur le visage du jouet pour faire apparaître le maquillage de la Barbie.

#### Barbie Twist'n turn
En 1967 est commercialisée la Barbie Twist&Turn : Amincie, moins maquillée, les cheveux longs et raides, elle est celle qui fera vraiment entrer Barbie dans le monde de la mode.

### Années 1970
Juste avant les années 1970, le visage de Barbie change, il s'allonge ; elle parle anglais, et en 1968, son amie noire, Christie, apparaît. Elle porte maintenant une minijupe, héritage de Quant, Courrèges et Gernreich. C'est en 1971 que Malibu Barbie (la « Barbie de Malibu »), blonde capiteuse au bronzage impeccable regarde enfin droit devant elle. La raison en est que désormais Barbie conduit sa propre voiture et qu'il n'est plus possible, ce faisant, qu'elle regarde en biais. À partir de ce moment, Barbie verra ses métiers, loisirs et professions se multiplier dans une perspective de plus en plus explicite de diversification du rôle de la femme. En 1985, femme active, Barbie porte un tailleur rose et un attaché-case, pratique de très nombreux sports.
Si, depuis 1980, le type ethnique de Barbie s'est donc grandement diversifié, il n'en est pas autant de son compagnon original : Ken (d'après Kenneth, le prénom du fils de Ruth Handler) qui, lui, a peu changé au fil des années, depuis son apparition en 1961. En 2005, Barbie a d'ailleurs rompu sa liaison avec Ken pour Blaine, un surfeur australien ; mais, Mattel relance Ken en février 2006 face à l'indifférence des jeunes acheteuses pour Blaine.

### Années 1980
Dans les années 1980, Barbie est plus célèbre que jamais. En 1981, Barbie occupe le poste de présidente de la République. Mais elle exerce également des métiers ayant rapport avec les bureaux, (Barbie Day 2 night 1984) qui rappellent aussi que les femmes ont de plus en plus accès au monde du travail. D'ailleurs chaque publicité Barbie est signé de la réplique « We, Girls, can do anything. Right, Barbie? » qui montre que les filles peuvent autant avoir accès aux métiers que les hommes. Elle est aussi chanteuse de rock, car c'est dans les années 1980 que de nombreux chanteurs et groupes sont à leur apogée (Madonna, Diana Ross, le groupe Chic, les Bangles...).
Enfin, c'est à cette période là que la série Barbie holidays voit le jour. Il s'agit d'une série Collector.
En effet, à Noël chaque année, depuis 1986, une Barbie Holidays est vendue. Cette année-là, la Barbie Blue Rhapsody première Barbie en porcelaine, débute la collection. Des Barbie représentant le monde entier sont également commercialisées : la Barbie japonaise, la Barbie indienne, la Barbie hispanique (qui sera connue comme Theresa, une des amies de Barbie) la Barbie allemande, la Barbie irlandaise... En 1981, en l'honneur des noces du prince Charles et de Lady Diana Spencer, sortent les Barbie Ken et Barbie Charles et Diana.
Miroir d'une société où mode et divertissements tendent à se mélanger, la Barbie des années 1980 « possède un corps conquérant, lié à une image de féminité puissante qui domine dans les médias à cette époque », note la conservatrice du musée des Arts décoratifs de Paris Anne Monier. C'est aussi à ce moment-là que le rose devient sa couleur fétiche (Pantone 219C).

### Années 1990
Dans les années 1990, Barbie est représentée avec une plus longue chevelure comme en témoignent Barbie totally hair (1992), Barbie Glitter Hair (1994) et Barbie Cut n' Style (1994).

### Années 2000
Les années 2000 comptent des poupées Barbie éditions spéciales (Holiday, Noël...) et de collection avec des vêtements réalisés par des créateurs (voir rubrique Poupées récentes pour collectionneurs). Il y a aussi des princesses et déesses comme Marie Antoinette Barbie (2003, comptant parmi les plus chères vendues), Princess of South Africa, Princesse of Ancient Mexico, Goddess of Americas, etc. Ou encore les habituels films d'animation et leurs produits dérivés tels que Barbie Raiponce et la poupée Rapunzel Barbie.
Cette décennie voit aussi un rajeunissement du corps de Barbie, à l'heure où les stars juvéniles (Britney Spears) fascinent et alors que le culte de la jeunesse devient dominant.
Plusieurs films animés mettant en scène Barbie sont produits, où elle tient souvent un rôle de princesse ; des poupées sont donc éditées en suivant cette dimension fantastique et merveilleuse, thème d'ailleurs prépondérant dans le cinéma des années 2000.

### Années 2010: Nouvelles Barbie et évolution des mœurs

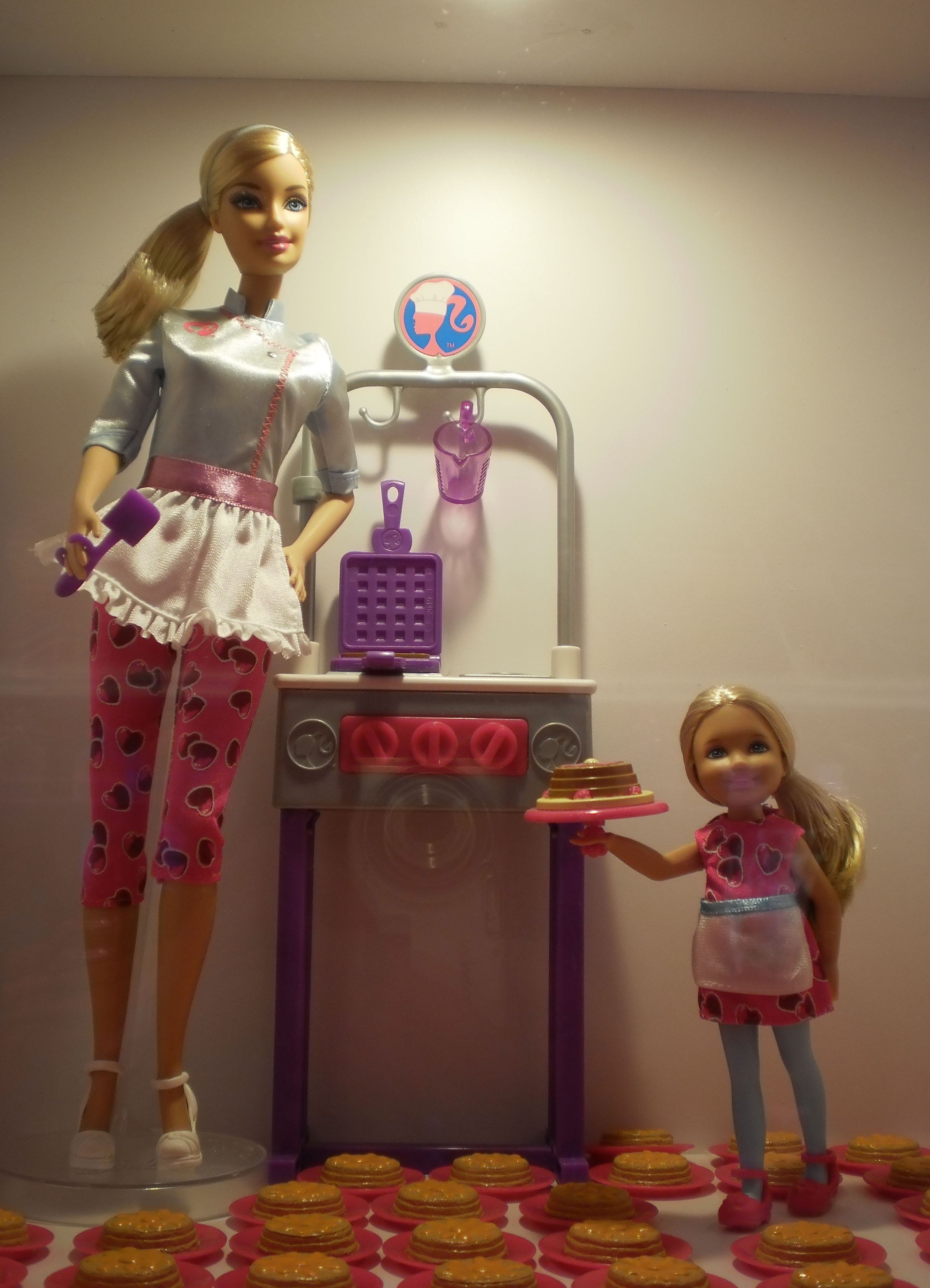
Poupée Barbie cuisinière de 2013.

Durant le premier semestre 2012, Barbie fait de la politique, mais sans prendre parti, avec la commercialisation de la poupée Yes She Can.
En fin d'année 2015, un petit garçon apparait pour la première fois dans une des publicités de la marque, vantant les qualités de la Barbie habillée par l'entreprise de mode italienne Moschino. Cette publicité qui a créé l'événement au niveau mondial est alors acclamée par la critique, tandis que la Barbie Moschino, elle, se retrouve très vite en rupture de stock,,,,.
Par ailleurs, Mattel ouvre un compte Instagram dédié à Barbie, afin de la mettre en valeur dans des tenues soignées et des décors réels.
En 2016, la Barbie traditionnelle (« Original ») aux longues jambes, à la poitrine imposante et à la taille ultra-fine se voit concurrencée par trois Barbie nouvelles : « Tall » (grande et longiligne), « Petite » (toute menue), et « Curvy » (« bien en chair », avec moins de poitrine, mais un petit ventre, des hanches plus larges, ainsi que des fesses et des cuisses arrondies). Il existe aussi des Ken Fashionistas avec trois morphologies différentes : « Original », « Slim » et « Broad ». La collection compte une dizaine de couleurs de peau, plus d'une dizaine de couleurs d’yeux, et plus d'une vingtaine de coiffures (les nombres exacts augmentent chaque année,).
Ces évolutions, qui constituent en fait une révolution de l'approche marketing de la marque au point que Barbie « Curvy » fait la couverture de Time Magazine, résultent d'une remise en cause rendue indispensable par la perte de part de marché des poupées Barbie (ventes en baisse de 16 % en 2014, après une chute de 6 % l'année précédente), accentuée encore par la perte de la licence Disney pour commercialiser la poupée Elsa tirée de La Reine des neiges, et récupérée par Hasbro ; cette perte représente pour Mattel une perte de chiffre d'affaires évaluée à 500 millions de dollars. Cependant, cet abandon de la silhouette traditionnelle de Barbie présente d'intéressantes possibilités de développement, dans la mesure où il entraînera un renouvellement accéléré de la garde-robe : Barbie « Curvy » ne peut en effet pas enfiler les vêtements de la Barbie traditionnelle.
La nouvelle démarche de la marque vise à se rapprocher de la réalité de la population féminine américaine en abandonnant une partie des stéréotypes véhiculés par Barbie, au profit de nouveaux canons de beauté popularisés par des personnalités telles que Mariah Carey, Kim Kardashian, Beyoncé, Christina Hendricks, Meghan Trainor, voire Melissa McCarthy et sa ligne de vêtements en « taille plus ».
Développé dans le plus grand secret sous le nom de code de « Project Dawn », ce virage radical n'est pas sans risque : les clientes habituelles peuvent se sentir trahies, et les mères des petites filles à qui on offre une Barbie « Curvy » peuvent y voir une critique voilée de l'embonpoint de leur progéniture. De plus, ce changement de stratégie va constituer un cauchemar logistique pour gérer dans la pratique ces nouvelles variantes, sans même parler des problèmes qu'il a fallu résoudre pour traduire les trois nouvelles appellations dans des douzaines de langues différentes.
Face à la chute des ventes, cependant, Mattel n'avait plus le choix. Et les difficultés à affronter ne font que refléter le statut d'icône américaine qu'a atteint Barbie depuis bien des années, puisque 92 % des Américaines ont possédé une Barbie entre l'âge de 3 ans et l'âge de 12 ans. Toujours est-il que, selon Le Journal de Montréal qui publie les images de ces nouvelles « Barbie Fashionistas », « la nouvelle Barbie « Curvy » pourrait changer la façon dont les femmes se perçoivent ».
En 2019, pour fêter les 60 ans de la poupée Barbie, le constructeur Mattel sort une ligne de 20 poupées inspirées par 20 personnalités, dont une atteinte de handicap. Cette initiative est alors acclamée par la critique,,,.
Par ailleurs, la collection Barbie Fashionistas a sorti des poupées aux physiques toujours plus originaux et représentatifs de l'évolution de la société, d'autant plus de modèles (125 Barbie numérotées de #1 à #113 et #119 à #133 en 2019 et 28 Ken numérotés de #1 à #18 et #114 à #128, et des modèles non numérotés) à travers lesquels se reconnaître (Noires, Asiatiques, rousses, aux cheveux colorés, courts ou en partie rasés, des Ken à chignon, etc), dont en 2019 trois en situation de handicap : une avec une prothèse de jambe (#121) et deux « made to move » en fauteuil roulant (modèle Blanche #132 modèle Noire #133).
En 2019, Barbie et Mattel ont également créé des poupées « non-genrées » aux physiques plus neutres, disponibles aux États-Unis,.

### Années 2020
La collection Barbie Fashionistas 2020 (de #134 à #139) propose des physiques encore plus originaux et parfois longtemps attendus : une Barbie avec des taches de rousseurs, une Curvy aux cheveux multicolores et même une poupée atteinte de vitiligo, ainsi qu'un Ken roux et un Ken aux cheveux longs.
En 2022, la première poupée Barbie trans-genre à l’effigie de la star Laverne Cox, est commercialisée,,.

## Les poupées récentes pour collectionneurs

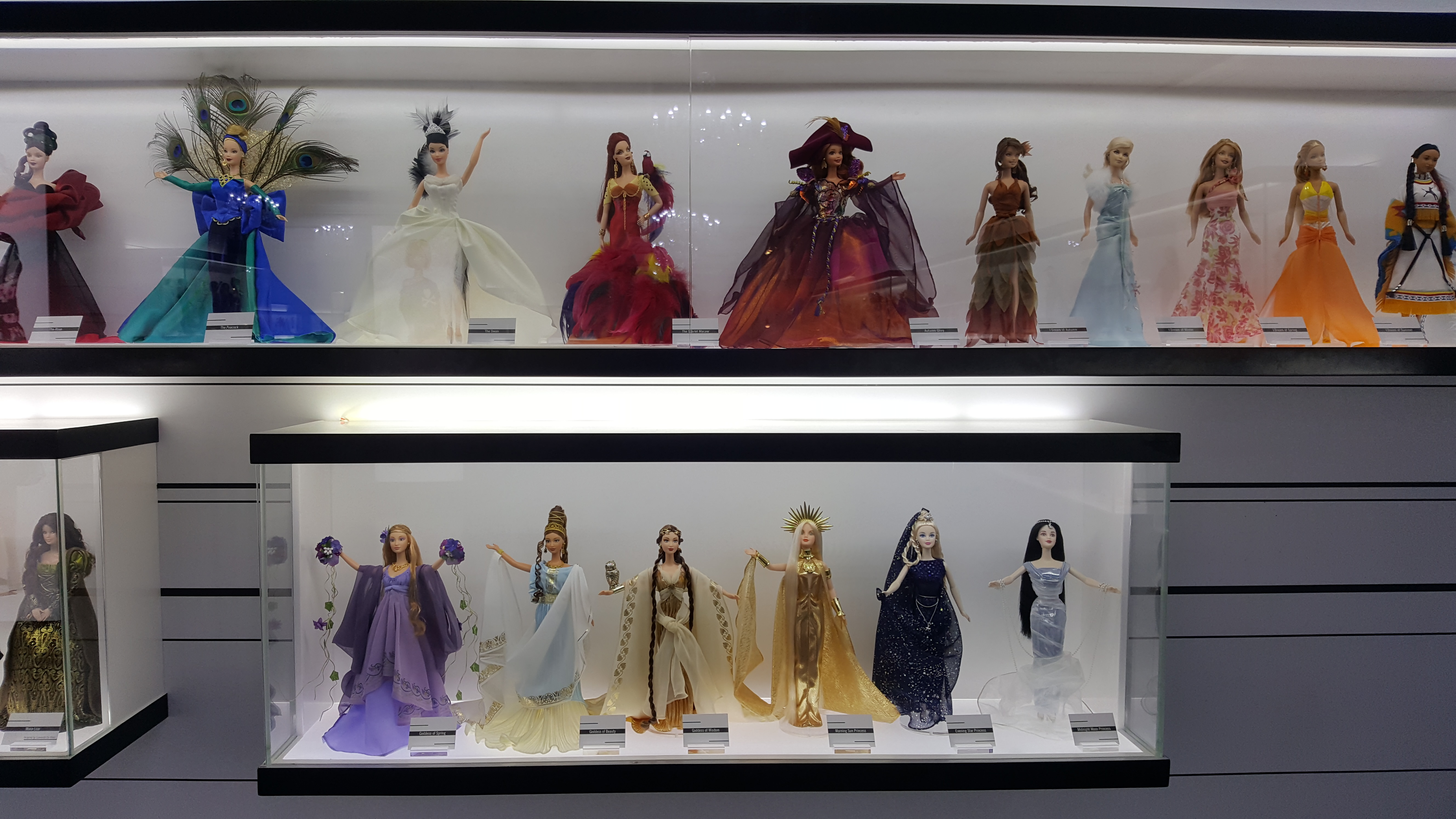
Poupées Barbie de collection à série limitée.

Parallèlement aux poupées Barbie disponibles dans les grandes surfaces et à destination des enfants, la société Mattel commercialise depuis les années 1990 des poupées Barbie de collection. La marque s'inspire principalement de la culture populaire de masse telle que : le cinéma, la musique et la télévision, afin de créer une gamme exclusivement fondée autour de ces disciplines. Ces poupées Barbie à tirage limité sont vendues dans des magasins spécialisés à un prix beaucoup plus élevé.
Ainsi pour la culture musicale et populaire, il y a désormais diverses poupées dont Marilyn Monroe, une « barbie » Janet Jackson, une « barbie » Katy Perry, une « barbie » Grace Kelly, ou plus récemment : une « barbie » Nicki Minaj...
De la même façon, Mattel commercialise sa poupée habillée sur des thèmes particuliers : Barbie en petite robe noire, Barbie en jeans...
D'autres poupées Barbie sont habillées par de grands couturiers, avec, entre autres, pour les cinquante ans de Barbie en 2009, cinquante créateurs qui ont participé au relooking de celle-ci. : Givenchy, Oscar de la Renta (1998), Karl Lagerfeld (2009), Calvin Klein, Versace, Vera Wang, Christian Dior (1995 et 1997), Louis Vuitton (2011), Yves Saint Laurent, Christian Louboutin, Jean Paul Gaultier (2 poupées), Robert Mackie, Chantal Thomass et plus récemment en 2014 : une « barbie » Karl Lagerfeld, etc.
Comme souvent, ceci donne lieu à de nombreux détournements non officiels de la part de collectionneurs et amateurs,,,.
En 2015, la firme Mattel s'associe à DC Comics, pour commercialiser des poupées Barbie à l’effigie de personnages de la franchise DC Super Hero Girls incluant : Wonder Woman, Supergirl, Batgirl, Poison Ivy, Harley Quinn.
En 2020, Mattel commercialise une série de poupées Barbie pour les Jeux olympiques de Tokyo 2020. Elles sont déclinées dans cinq sports, des disciplines dites "additionnelles" : baseball/softball, escalade, karaté, skateboard et surf.
En 2021, Mattel annonce la sortie d'une nouvelle collection spéciale en hommage à Elvis Presley. La poupée Barbie est vêtue d'un costume blanc à l'aigle américain en strass avec une écharpe rouge et une cape que le chanteur portait au début des années 1970.
En 2021, une poupée sort à l’effigie de la professeure Sarah Gilbert, à l’origine du vaccin Oxford-AstraZeneca.
En 2022, une poupée transgenre est commercialisée, inspirée par l’actrice américaine Laverne Cox.

### Barbie cinquantième anniversaire: Christian Louboutin
Pour le cinquantième anniversaire de Barbie, le chausseur Christian Louboutin a créé trois poupées, avec chacune quatre paires de chaussures déclinées à partir de modèles existants, le tout vendu dans des boites imitant les boites de chaussures Louboutin et commercialisé en édition limitée à 7 700 exemplaires au total :
- La première « Cat Burglar Barbie » avec 2 400 exemplaires, habillée d'un catsuit noir[90], sera commercialisée en décembre 2009, d'abord en exclusivité sur le site américain de vente en ligne Net-a-porter et sur le site Barbie Collector,
- La seconde « Dolly Forever Barbie », avec des cuissardes roses et une robe kaki[91], en février de l'année suivante,
- et la dernière « Anemone Barbie » en robe de soirée verte[92], pour le Festival de Cannes en mai.

Christian Louboutin a fait modifier la poupée pour que celle-ci ait des pieds plus cambrés, et des chevilles plus fines. De plus, un coffret d'accessoires contenant 9 paires de chaussures a été commercialisé en complément (à l'origine, douze paires étaient prévues dans ce coffret).

### Barbie et la joaillerie
Barbie est fréquemment associée au monde de la joaillerie, pour l'édition de poupées en éditions limitées. Ainsi, la poupée Barbie neuve la plus chère est celle créée par Stefano Canturi présentée en Australie en 2010, avec un tarif de 500 000 dollars,. Le précédent record pour le prix unitaire datait de 2008 avec une poupée à 94 800 dollars présentée au Mexique.
Outre ces records, Barbie s'est vu parer de nombreuses fois ces dernières années par des joaillers célèbres : Bulgari début 2009, mais aussi fin 2003 par Boucheron, Bulgari déjà, De Beers, Fred, Mauboussin, et d'autres.

## Héritage et influence

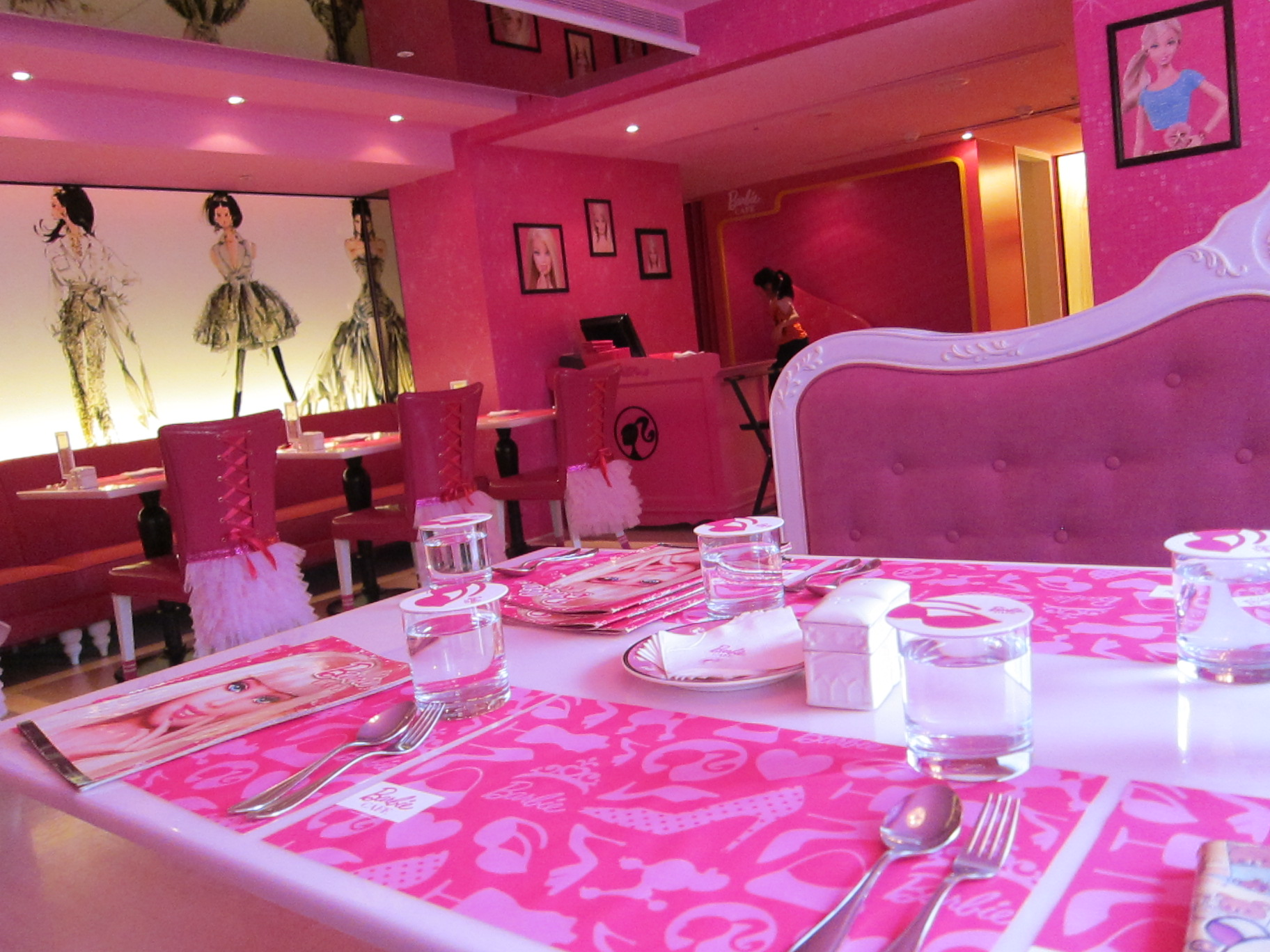
Intérieur du café Barbie à Taïwan en 2013.

Barbie est devenue une icône culturelle et a reçu des honneurs rares dans le monde du jouet. En 1974, une partie de Times Square à New York a été rebaptisée Barbie Boulevard pendant une semaine. Le Musée des Arts décoratifs de Paris au Louvre a organisé une exposition sur Barbie en 2016. L'exposition présentait 700 poupées Barbie sur deux étages ainsi que des œuvres d'artistes contemporains et des documents (journaux, photos, vidéos) qui contextualisent Barbie.
En 1986, l'artiste Andy Warhol a réalisé une peinture de Barbie. Le tableau a été vendu aux enchères chez Christie's, à Londres, pour 1,1 million de dollars. En 2015, la Fondation Andy Warhol s'est associée à Mattel pour créer une Barbie Andy Warhol,.
L'artiste marginal Al Carbee a pris des milliers de photographies de Barbie et a créé d'innombrables collages et dioramas mettant en scène Barbie dans divers environnements. Carbee a fait l'objet du long métrage documentaire Magical Universe en 2013. Les collages de Carbee ont été présentés dans l'exposition Barbie de 2016 au musée des Arts décoratifs de Paris, dans la section consacrée aux artistes visuels qui ont été inspirés par Barbie.
En 2013, à Taïwan, le premier restaurant sur le thème de Barbie, appelé « Barbie Café », a ouvert ses portes sous l'égide du groupe Sinlaku.
Le 7 septembre 2021, après le lancement du film télévisé en streaming Barbie : Big City, Big Dreams sur Netflix, Barbie s'est associée à la productrice de musique, compositrice, chanteuse et actrice Ester Dean, nommée aux Grammy Awards, et à Girls Make Beats - une organisation qui se consacre au développement de la présence féminine parmi les producteurs de musique, les DJ et les ingénieurs du son - pour inciter davantage de filles à envisager un avenir dans la production musicale,,.

## Polémiques et controverses
En Arabie saoudite, pour justifier l'interdiction des poupées Barbie dans le royaume, le Comité pour la promotion de la vertu et la prévention du vice (organisme chargé de la police religieuse) déclara : « Les poupées Barbie juives, avec leurs vêtements révélateurs, leurs postures, accessoires et outils honteux sont un symbole de la décadence de l'Occident perverti. Prenons garde à ces dangers et faisons très attention. »
Pour les psychiatres, Barbie est un fantasme d'adulte mais pas de petites filles. Dans un brûlot intitulé Toy-Monster : the Big Bad World of Mattel, le journaliste et essayiste américain Jerry Oppenheimer présente le designer de Barbie, Jack Ryan, comme un pervers sexuel. Pour l'essayiste, Barbie serait l'incarnation du fantasme ultime de son inventeur : une call-girl de luxe, à la taille ultrafine, aux seins en obus et au visage enfantin.
Des parents l'accusent de fausser l'image de la femme et d'encourager notamment l'anorexie. La pédopsychiatre Gisèle George et la psychanalyste Claude Halmos rejettent l'idée que Barbie ait un quelconque pouvoir, cette dernière va plus loin en disant que la construction psychique d'un enfant dépend des adultes et non pas des objets qui l'entourent. Cette polémique persiste, et des chercheurs en médecine montrent que les mensurations de Barbie ne sont pas compatibles avec une vie normale, et qu'elle conduit à adopter des conduites alimentaires anorexiques. Fin 2013, une campagne est lancée en vue de promouvoir l'image d'une Barbie plus « ronde ».
En 1992, Mattel commercialise la Teen Talk Barbie : elle peut émettre quelques phrases « comme les ados » à propos de shopping, vêtements, pizzas etc. La phrase : « Math class is tough! » (« Les math, c'est dur ! ») attire la réprobation de l'Association américaine des femmes diplômées des universités (AAUW). Mattel retire rapidement la phrase du « répertoire » de Barbie. Par contre la phrase : « Allons faire les courses après l'école » ne fut jamais retirée de l'exemplaire français de la Teen Talk Barbie malgré les réticences de l'AAUW.
Hugo Chávez, le président vénézuélien, a proposé de fabriquer des « poupées avec des visages d'Indiens » pour remplacer « la Barbie, qui n'a rien à voir avec notre culture ».
En 2010, la sortie de Barbie Vidéo Girl suscite l'inquiétude du FBI. Cette poupée équipée d'une caméra et d'un écran LCD pourrait être utilisée selon l'agence comme un moyen détourné de produire du contenu pédopornographique.
Durant le premier semestre 2012, Barbie fait de la politique, mais sans prendre parti, avec la commercialisation de la poupée Yes She Can. La même année, Valeria Lukyanova se fait remarquer par les médias du monde entier en se faisant surnommer la « Barbie vivante ».
À la suite de la publication d'un rapport en octobre 2013, les associations Peuples Solidaires et China Labor Watch ont lancé une campagne pour dénoncer les conditions de travail des ouvrières et ouvriers chinois qui fabriquent les poupées Barbie. La campagne « Barbie ouvrière » a été lancée peu avant Noël 2013 afin de sensibiliser les consommateurs et de faire pression sur l'entreprise Mattel,,

## Évolution des logos

Logo de 1959 à 1975, réutilisé depuis 2009.
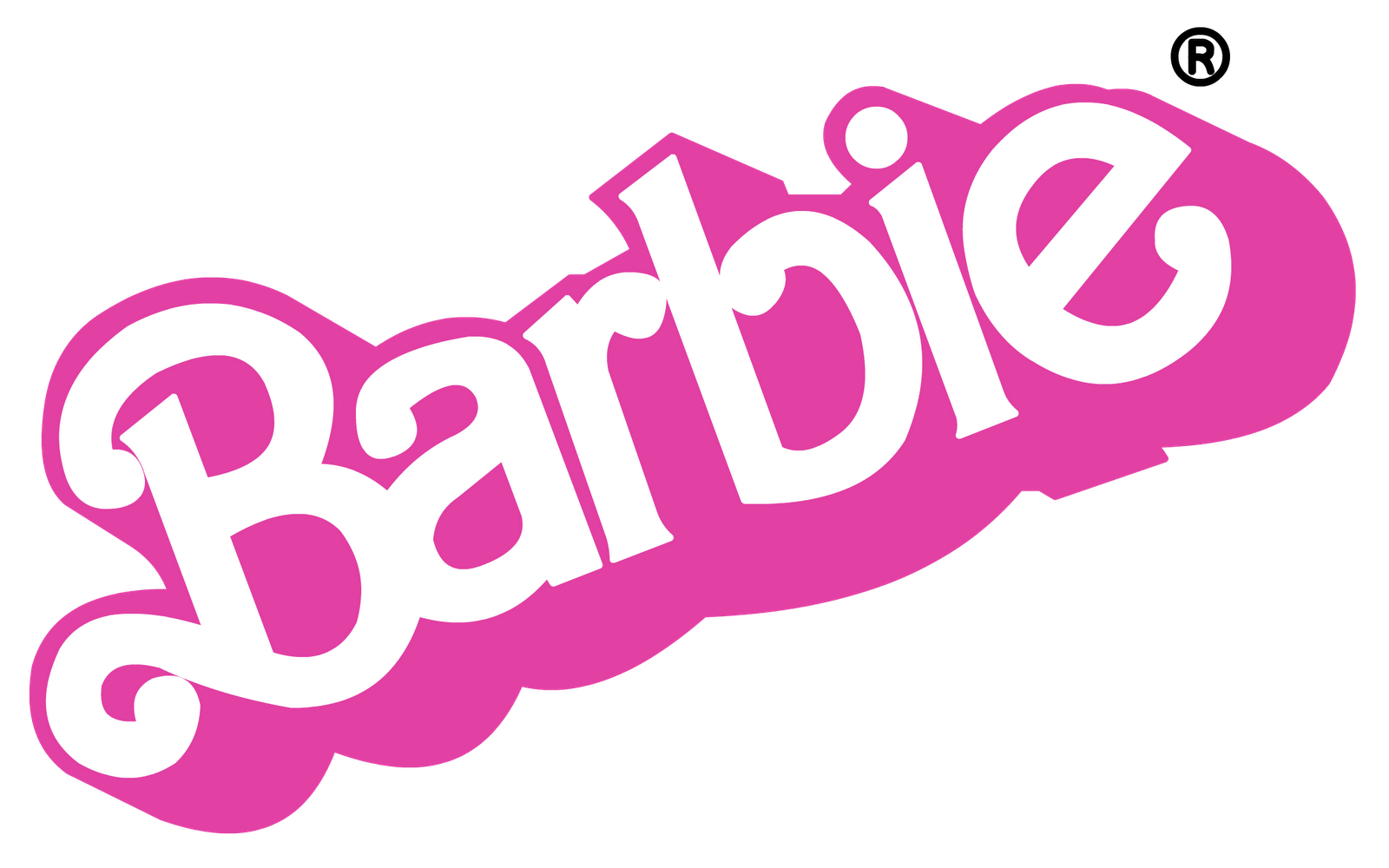
Logo de 1975 à 1990.
Logo de 1990 à 1999.
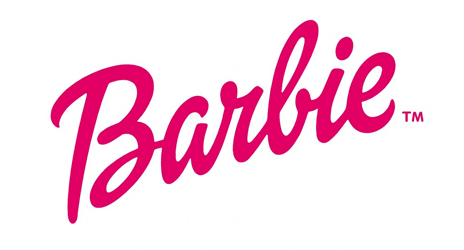
Logo de 1999 à 2004.
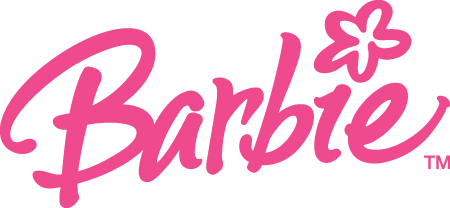
Logo de 2004 à 2005.
Logo de 2005 à 2009.

## Produits dérivés

### Bandes dessinées
Dès 1962, des comics mettant en scène Barbie sont publiés. L'éditeur Dell Comics publia cinq numéros de Barbie and Ken. Plus tard des histoires de Barbie furent publiées dans deux comics édités par Marvel Comics : Barbie Fashion (55 numéros) et Barbie (63 numéros) à partir de 1990. La première dessinatrice du comics Barbie fut Anna Maria Cool.

### Documentaires
- 1998 : Susan Stern, Barbie Nation: An Unauthorized Tour (53 min), avec Ruth Handler, la créatrice du personnage
- 2008 : Le Monde Selon Barbie, réalisé par Phillippe Picard et Jérôme Lambert[122].

### Séries télévisées
- 2013 : Barbie: Life in the Dreamhouse
- 2018 : Barbie Dreamhouse Adventures

### Longs métrages d’animation
La poupée Barbie a fait l'objet de nombreux films d'animation mettant en scène ses aventures dans un univers de conte de fées dans lesquels elle tient plusieurs rôles. Ces films sortent directement en DVD, et à partir de Barbie : Rêve de danseuse étoile, ils sortent également en Blu-ray. Les poupées Barbie font également leur apparition dans les films Toy Story à partir de Toy Story 2 et notamment dans Toy Story 3 où une poupée Barbie apparait avec celle de Ken.

### Musiques
La licence Barbie fut également déclinée sous l'objet de plusieurs compilations musicales telles que : Beyond Pink parue en 1998, Barbie Volume 1 dévoilée en 2004, Barbie Hits Vol. 1 et Barbie Hits Vol. 2 éditées en 2004 et 2006 ou encore It's My Party en 2014.
Hormis ces projets musicaux qui comprennent les prestations vocales de la célèbre poupée mannequin, deux autres compilations intitulées Barbie Girls et Barbie Girls 2, parurent en 2005, agrémentées des hits de l'époque de : Mariah Carey, Beyoncé, Christina Aguilera, Gwen Stefani, The Black Eyed Peas, Kylie Minogue et bien d'autres encore,.
En 1997, le groupe Aqua sort la chanson Barbie Girl, ce qui lui vaut un procès de la part de la marque de poupée. Finalement, le morceau sera repris en 2009 dans des publicités Barbie, en modifiant les paroles.
Lio fut aussi poursuivie par Mattel pour sa chanson de 1986 Barbie.

### Film au cinéma (2023)

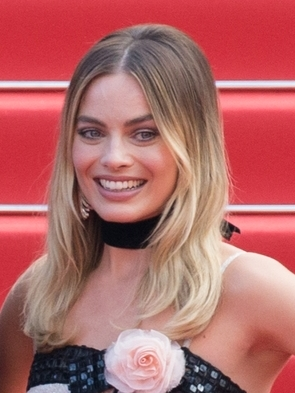
Margot Robbie, l'interprète de Barbie, est également l'une des productrices du film.

En 2014, Sony Pictures Entertainment et Mattel développe un film live-action de Barbie. Il sera produit par Walter F. Parkes, Laurie MacDonald et écrit par Jenny Bicks. Mais cependant, le projet revient entre les mains de la Warner Bros. La firme Warner Bros planifie une date pour le film qui sera le 19 juillet 2023 au cinéma, en France ,. Il comprend Margot Robbie en personnage principal, et de Ryan Gosling qui joue Ken,.
Le film réalise le meilleur démarrage de l'année 2023 aux États-Unis, et le meilleur démarrage de tous les temps pour un film réalisé par une femme, en obtenant 155 millions de dollars sur le territoire américain pour son premier week-end de diffusion en cinéma,,,.
La chanson phare du film Dance the Night de Dua Lipa se classe n°1 dans de nombreux pays tels que : la Croatie, Israël et la Lettonie. Dua Lipa Dance The Night bande originale du film Barbie vidéo officielle Youtube.com

## Exposition
En 2016, une exposition est consacrée à Barbie au musée des Arts décoratifs à Paris ; il s'agit de la première organisée dans une institution muséale française.

### En français
- (fr) Janine Fennick, Barbie, poupée de collection, Éditions Soline, 1998, 144 p.  (ISBN 2876772663)
- (fr) François Theimer, Barbie, poupée de collection, Éditions Polichinelle, 1985, 80 p.
- (fr) Collectif, Barbie : L'Histoire illustrée d'une poupée star, Hemma, 2003, 128 p.  (ISBN 2-8006-8377-5)
- (fr) Marie-Françoise Hanquez-Maincent, D'un bord à l'autre de l'Atlantique, la poupée Barbie : de l'objet ludique au symbole idéologique, thèse de doctorat, Paris 8, 1997, 459 p.
- (fr) Marie-Françoise Hanquez-Maincent, Barbie, poupée totem : entre mère et fille, lien ou rupture ?, Paris, Éditions Autrement, no 181, 1998, 245 p.  (ISBN 2-8626-0831-9)
- (fr) Laura Jacobs, Sacrée poupée ! les mille et un visages de Barbie, Paris, Abbeville Press, 1994, 144 p.  (ISBN 2-8794-6050-6)
- (fr) Marie-Noëlle Terpend, La Filière du jouet. Document I, le cas Mattel : histoire et voyage de la poupée Barbie, Dossier Faim-développement, 1983.
- (fr) Dominique Le Dan. Barbie : Midge, Ken et les autres, Paris : Amateur, 1998, 144 p.  (ISBN 2-8591-7262-9)
- (fr) Laeticia Morey, Les poupées Barbie, Biarritz : Ed. du Pecari, 2005, 144 p.  (ISBN 2-9128-4854-7)
- (fr) Jennie D'Amato, Barbie, une poupée mythique, Paris : Naïve, 2009, 128 p.  (ISBN 978-2-3502-1190-9)
- (fr) Kathy Moreau, Poupées mannequins des années 1960, Éditions Dollexpo, 2002, 192 p.  (ISBN 2-9517840-0-7)
- (fr) Frédéric Beigbeder, Mémoire de la mode : Barbie, Éditions Assouline, 2000, 79 p.  (ISBN 2843230837)
- (fr) Frédéric Beigbeder, Barbie, Éditions Assouline, 2007, 80 p.  (ISBN 284323784X)
- (fr) Yona Zeldis Mcdonough, Barbie, Éditions Assouline, 2010, 120 p.  (ISBN 2759405699)
- (fr) Marco Tosa, Barbie, 40 ans de magie, Presses de la Cité, 1999, 151 p.  (ISBN 2258050464)
- (fr) Eric Chatillon, Barbie en France, 1963-1969, Les années jouets rationnels, Éditions Dollexpo, 144 p.
- (fr) Billy Boy, Barbie : Sa vie, son époque et le Nouveau Théâtre de la Mode, Édita Lausanne, 1988, 192 p,  (ISBN 2880012260).
- (fr) Anne Monnier (dir.), Barbie et la mode, éditions Les Arts Décoratifs, 2016.

### En allemand
- (de) Dieter Warnecke, Barbie im Wandel der Jahrzehnte, Heyne, 1995  (ISBN 3-4530-8738-0)
- (de) Wolfram Metzger (sous la direction de), 40 Jahre Barbie-World, Info Verlag, 1998, 184 p.  (ISBN 3-8819-0229-5)

### En anglais
- (en) Collectif (avec des préfaces de Victoria Beckham et Elton John), The Art of Barbie,  (ISBN 0-9537-4792-1)
- (en) Michael J. Augustyniak, Barbie Doll- Identification & Values, Antiques & Collectibles, Collector Books, 2004, 382 p.  (ISBN 1-5743-2405-5)
- (en) Michael J. Augustyniak, Collector's Encyclopedia Of Barbie Doll Exclusives- Identification & Values 1972-2004, Collector Books, 2004, 415 p.  (ISBN 1-5743-2404-7)
- (en) Stefanie Deutsch, Barbie, the First 30 Years- 1959 Through 1989 and Beyond: Identification and Value Guide, 2003 (2e éd.), 304 p.  (ISBN 1-5743-2316-4)
- (en) Sarah Sink Eames, Barbie Fashion, volume 1, 1959-1967, Collector Books, 1990, 256 p.  (ISBN 0-8914-5418-7) ; volume 2, 1968-1974, Collector Books, 1997, 329 p.  (ISBN 0-8914-5758-5) ; volume 3, 1975-1979, Collector Books, 2003, 272 p.  (ISBN 1-5743-2345-8)
- (en) M.G. Lord, Forever Barbie: The Unauthorized Biography of a Real Doll. Paperback  (ISBN 0-8027-7694-9).
- (en) Yona Zeldis McDonough (sous la direction de), The Barbie Chronicles: A Living Doll Turns Forty, Touchstone, 1999, 240 p.  (ISBN 0-6848-6275-1)
- (en) Cynthia Mines, Ruth Handler: Creator of Barbie, KidHaven Press, 2007, 65 p.  (ISBN 0-7377-3455-8)
- (en) Juliette Peers, The Fashion Doll- From Bebe Jumeau to Barbie, Berg Publishers, 2004, 232 p.  (ISBN 1-8597-3738-2)
- (en) Mary F. Rogers, Barbie Culture, Sage Publications, 2002, 184 p.  (ISBN 0-7619-5888-6)
- (en) Christopher Varaste, Face of the American Dream: Barbie Doll 1959-1971, Hobby House Press, 1999, 192 p.  (ISBN 0-8758-8546-2)
- (en) Kristin Noelle Weissman, Barbie: The Icon, the Image, the Ideal an Analytical Interpretation of the Barbie Doll in Popular Culture, Universal Publishers, 1999, 128 p.  (ISBN 1-5811-2828-2)

## Documentaire
- Julie Delettre et Gabriel Garcia, Et Dieu créa Barbie, France 5, 2023[126].